# Cynomastix rhothodoxa
Cynomastix rhothodoxa är en fjärilsart som beskrevs av Edward Meyrick 1930. Cynomastix rhothodoxa ingår i släktet Cynomastix och familjen äkta malar.
Artens utbredningsområde är Nya Kaledonien. Inga underarter finns listade i Catalogue of Life.